# O2 Szlovákia
Az O2 Szlovákia Szlovákia második legnagyobb mobilszolgáltatója. A cég mobiltelefonos és mobilinternetes szolgáltatásokat nyújt, többek között GSM és UMTS hálózatokon keresztül.
Az O2 nemcsak a saját neve alatt kínál szolgáltatásokat, hanem két másik márkát is üzemeltet:
- Az egyik a Radosť, amely egy digitális, alacsony költségű márka, elsősorban fiatalok számára. A szolgáltatás teljes mértékben online működik, appon keresztül lehet előfizetni, ügyet intézni, és nincsenek fizikai üzletei.
- A másik a Tesco Mobile, amely egy közös vállalat a Tesco-val, és elsősorban kedvező árú mobilcsomagokat kínál az üzletek vásárlóinak.

## Története
Az O2 2007. február 2-án indította el kereskedelmi szolgáltatását GSM-hálózaton, majd még ugyanabban az évben elindította az UMTS hálózatát is. A működés első tíz évében (2018 szeptemberéig) több mint 2 millió aktív SIM-kártyát regisztráltak, ami 25%-os piaci részesedést jelentett.